# Monestir de Brou

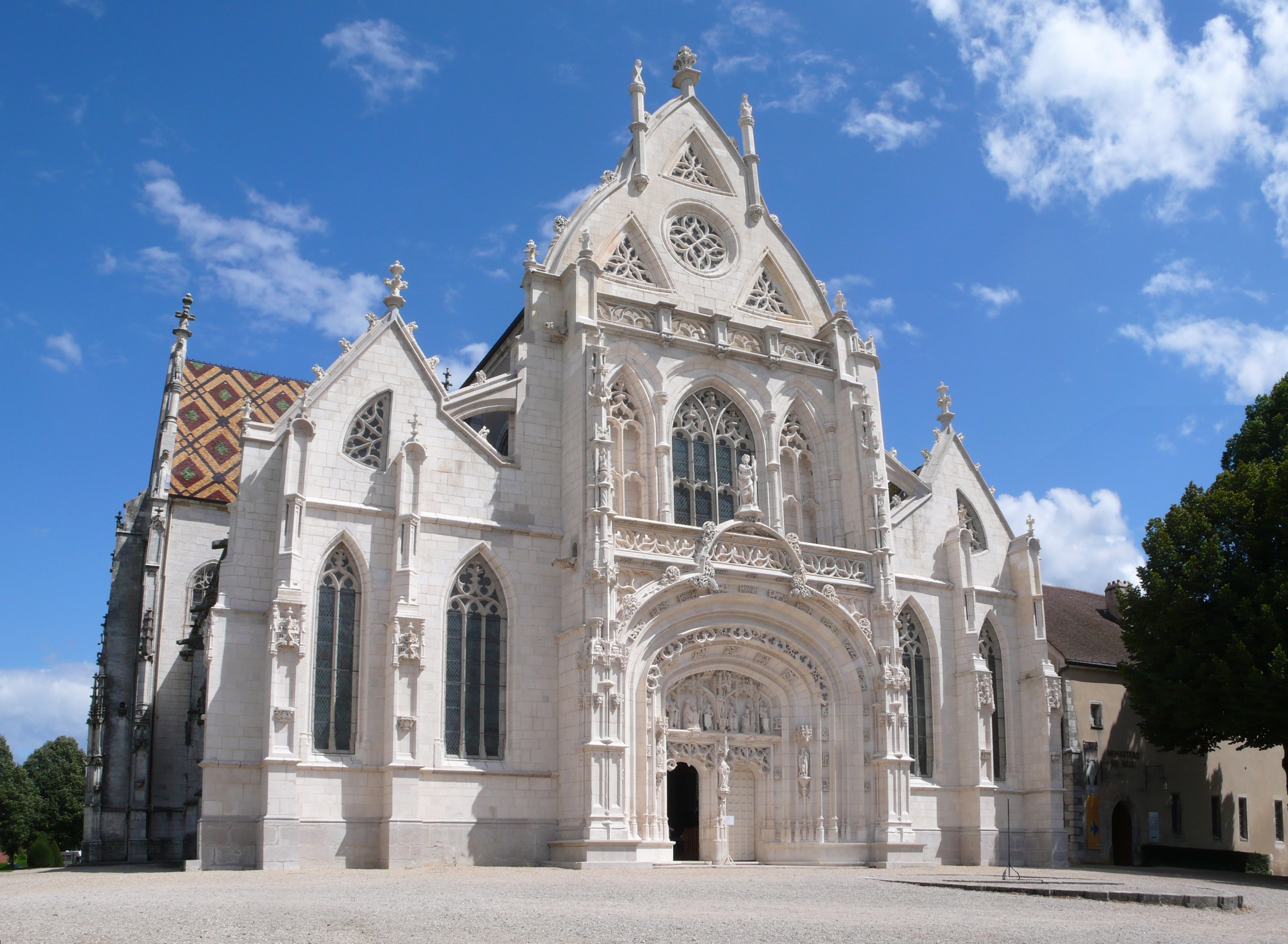
L'església del monestir de Brou

El monestir reial de Brou està situat a sud-est del centre de la ciutat de Bourg-en-Bresse, capital del departament francès d'Ain, a la regió de Alvèrnia-Roine-Alps. Aquest monestir augustinià fou fundat per Margarida d'Àustria (1480-1530).

## Història

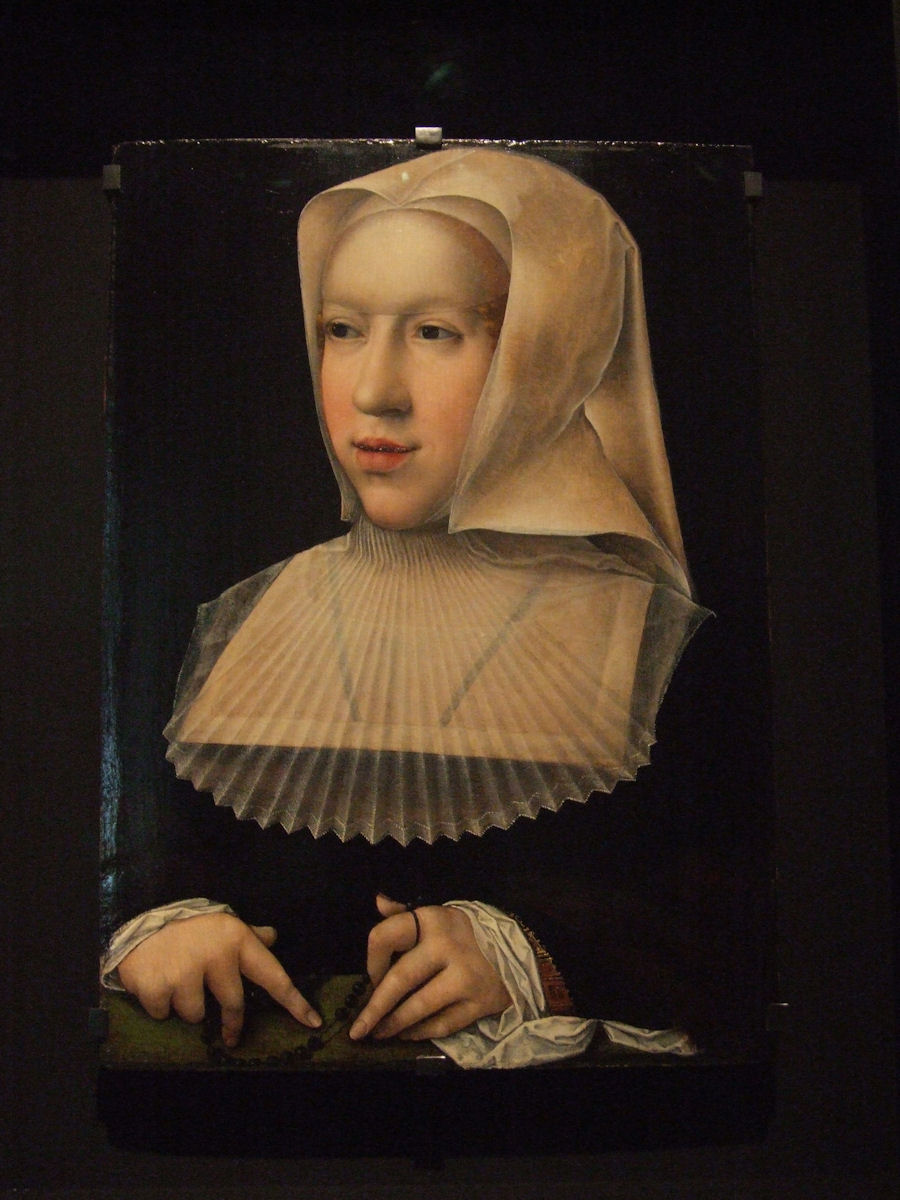
Margarida d'Àustria, per Bernaert Van Orley, al Museu de Brou

Margarida d'Àustria, vídua de Joan d'Aragó (1478-1497), s'havia casat el 1501 amb Filibert II de Savoia i residien habitualment prop de Bourg-en-Bresse. El 1504 va enviduar altre cop i és llavors que va prendre la iniciativa de bastir un monestir com a necròpolis del seu espòs. En aquest lloc existia anteriorment un priorat benedictí dedicat a sant Pere, on va fer enterrar de manera provisional Filibert. Aquell primer establiment monàstic tenia el seu origen en un lloc d'eremites, que ja al segle xi s'havia organitzat com a comunitat religiosa.
Una butlla datada el 16 de juliol de 1506 ordena la supressió del priorat benedictí i autoritza la construcció d'un nou establiment destinat a ser ocupat per monjos agustins. El conjunt del monestir es va aixecar amb una rapidesa considerable: la construcció del qual va començar per les dependències que envolten els tres claustres. La construcció es va desenvolupar entre el 1506 i 1532, l'església havia començat a aixecar-se el 1513.

## Els edificis

### L'església
L'església es va aixecar entre els anys 1513 i 1532. Presenta una façana gòtica amb una decoració exuberant. L'ampli interior, amb cinc naus i un ampli creuer reuneix una valuós conjunt de peces que conformen el seu mobiliari:
Pica beneitera
De marbre negre i datada el 1546. És obra de Nicolas Ducré.

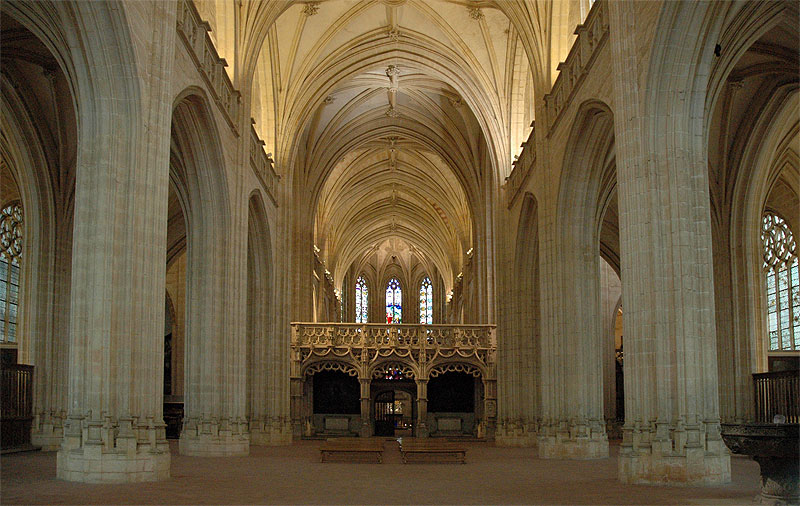
Interior de l'església, amb el reracor
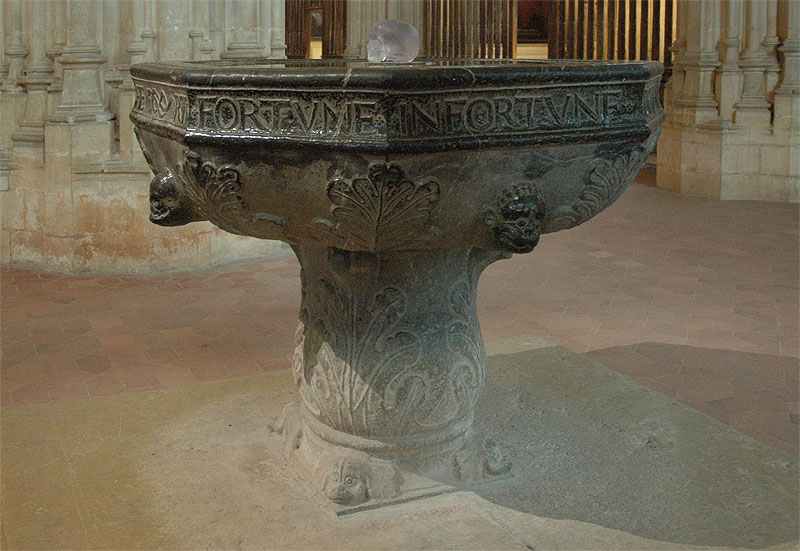
La pica beneitera
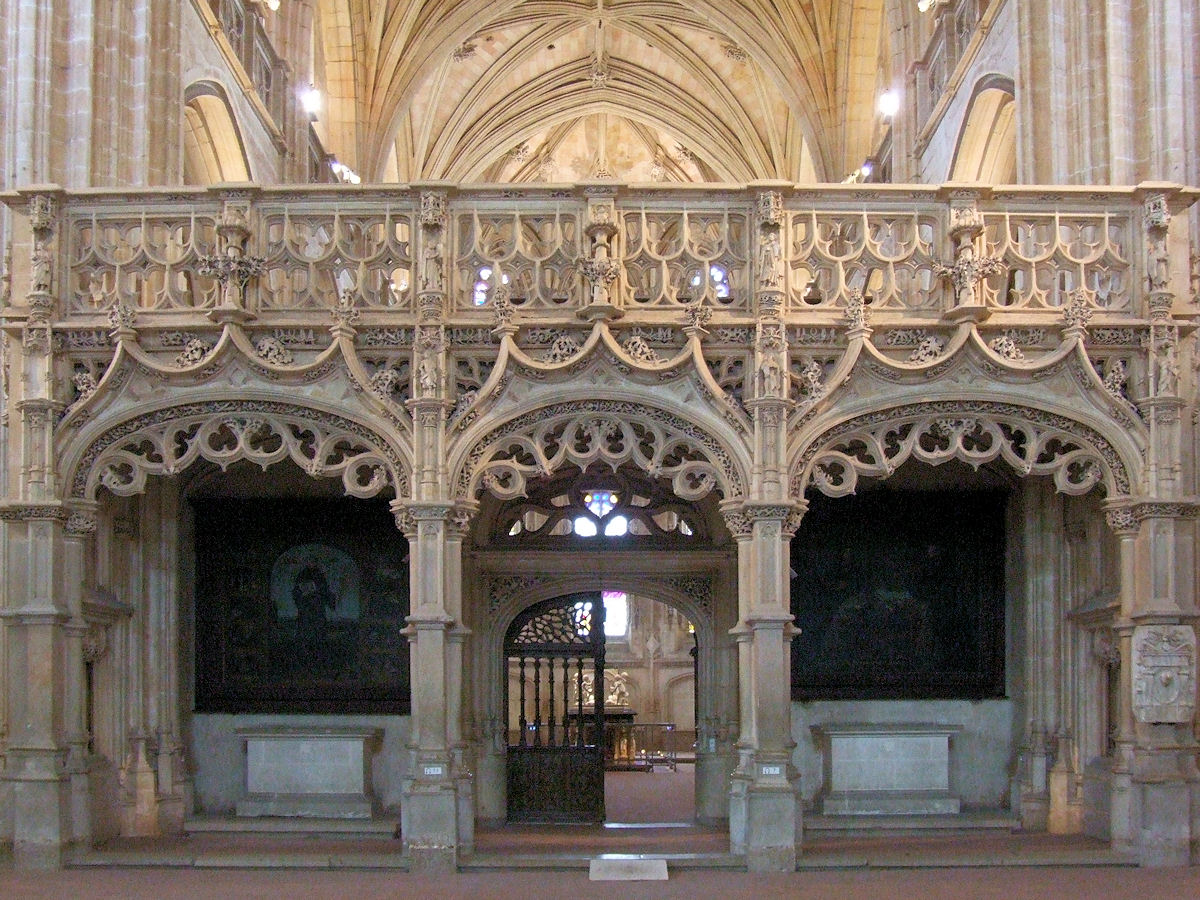
El reracor
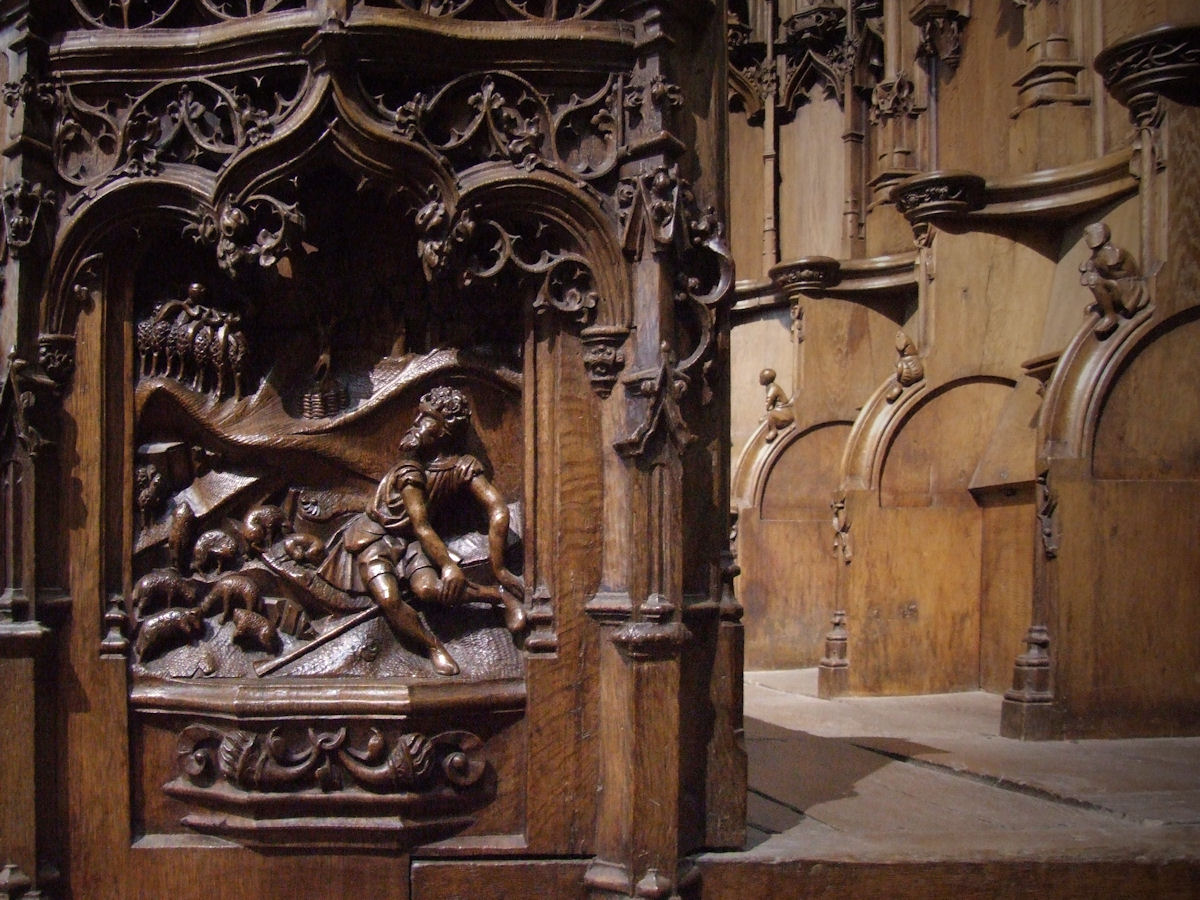
El cadirat del cor

Reracor
Separa la nau del cor. Dus columnes el divideixen en tres parts. Té una decoració força delicada i la barana superior està rematada per set imatges. Darrere aquest element es troba el cor.
Cadirat del cor
El cadirat del cor probablement és obra flamenca. Es va fer entre els anys 1530 i 1532. Està dividit en dos parts, un a cada cantó, i les cadires estan situades en dues fileres. Al bell mig del cos es troba la tomba de Filibert.
Tomba de Filibert
Sobre una llosa fosca es troba l'estàtua jacent del personatge, ricament vestit i envoltat d'angelots. Una estructura de marbre blanc amb delicades figures de sibil·les suporta aquestes peces i tanca una segona figura jacent. És obra de Conrad Meyt. Aquest escultor flamenc va treballar entre el 1526 i 1531 en les estàtues jacents de Brou, ajudat per mestres locals.

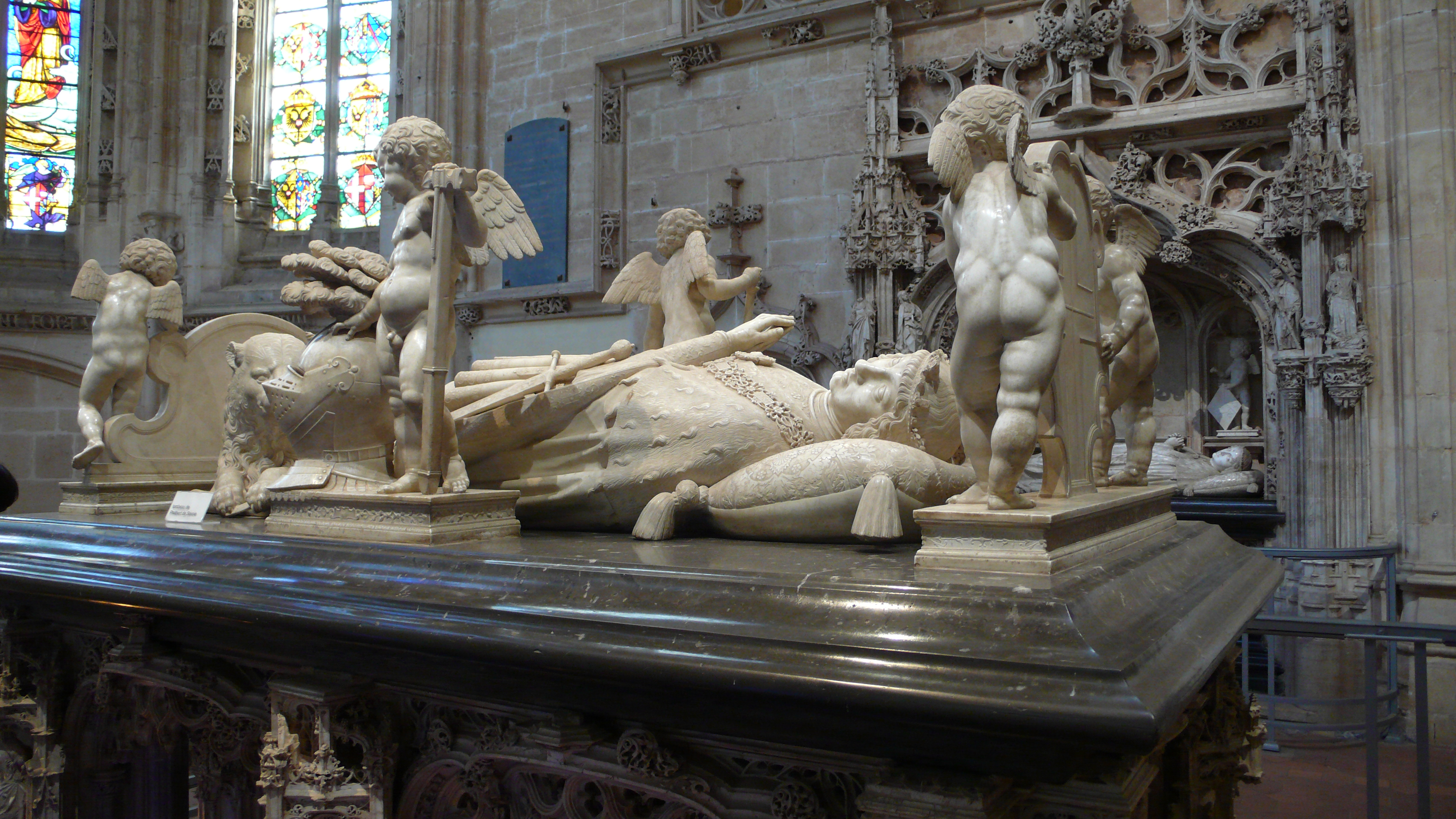
El jacent superior de la tomba de Filibert
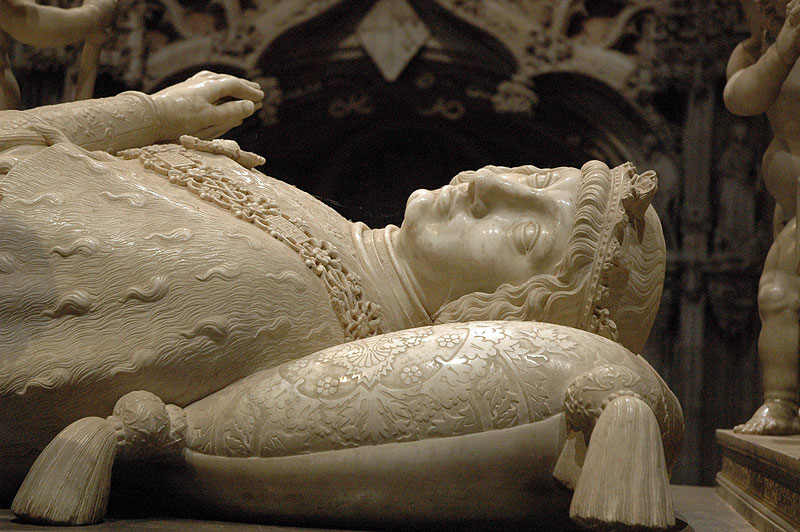
Filibert II
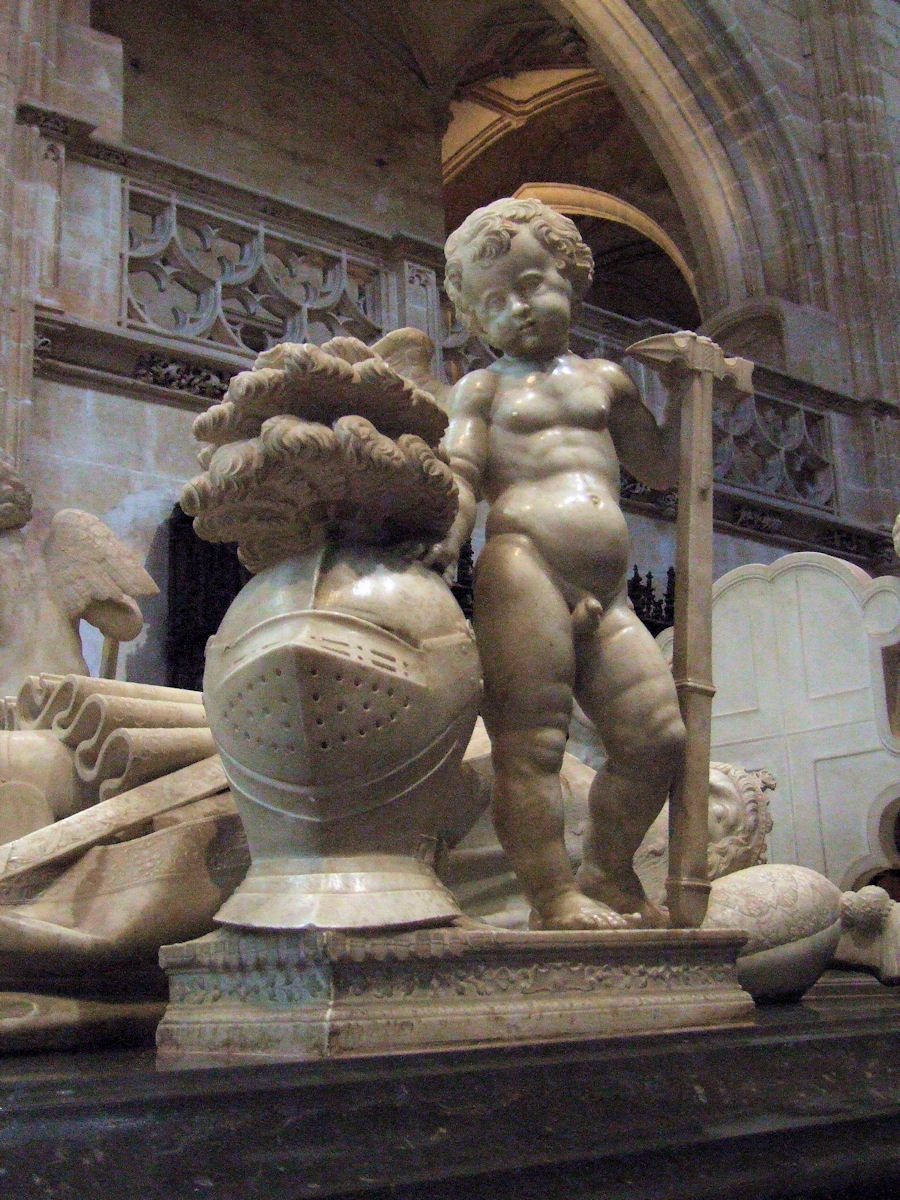
Angelot
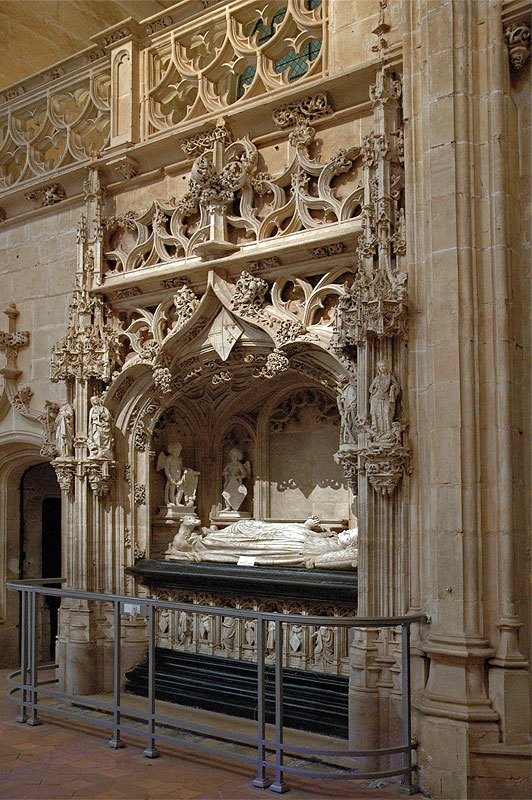
Tomba de Margarida de Borbó
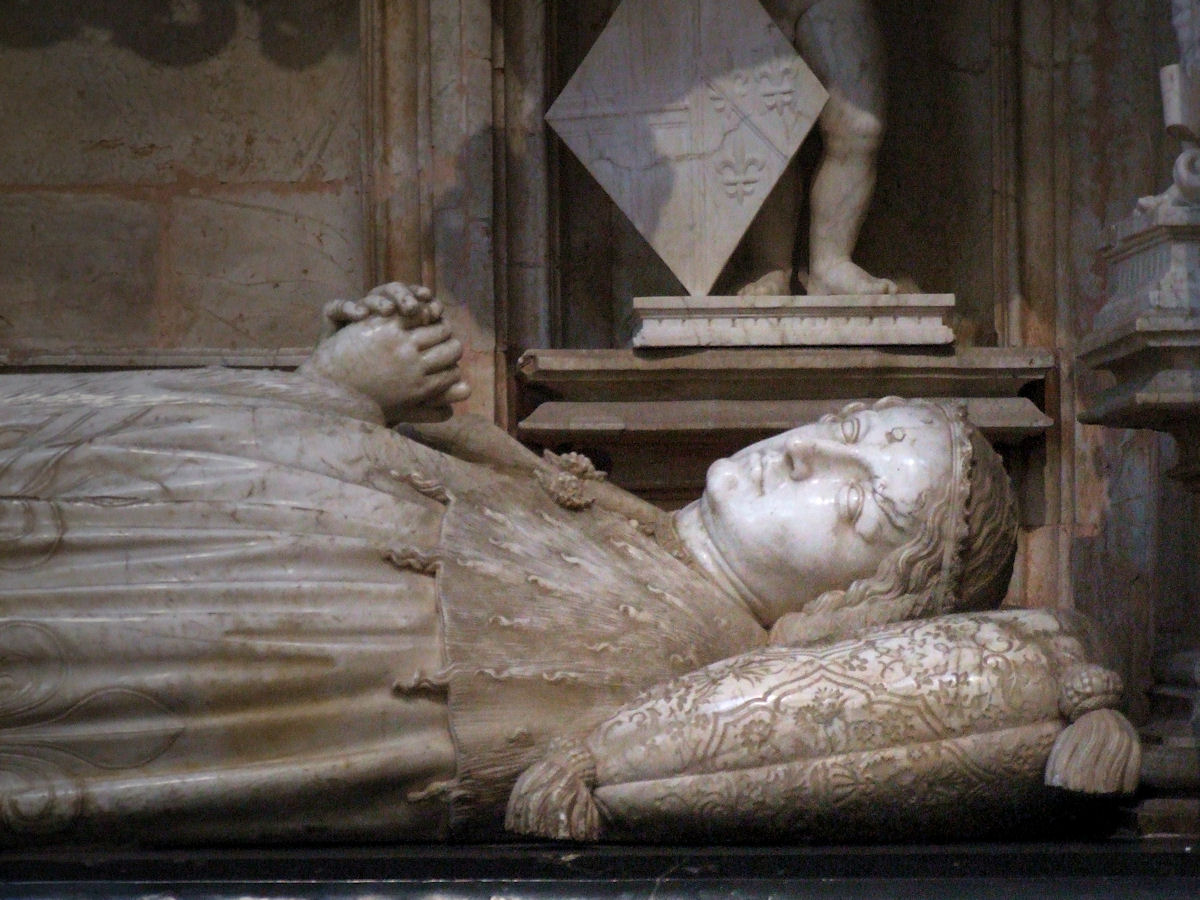
Jacent de Margarida de Borbó

Tomba de Margarida de Borbó
Al sud es troba la tomba de la mare de Filibert, situada en un nínxol. El jacent de Margarida es troba sobre una llosa negra. Frontalment hi ha diverses figures encaputxades plorant entre àngels. També obra de Conrad Meyt.
Tomba de Margarida d'Àustria
El mateix escultor (Meyt) es va encarregar de fer la tomba de la impulsora d'aquestes construccions, Margarida d'Àustria. Aquesta obra segueix el mateix patró que la tomba de Filibert; amb dues estàtues jacents superposades. Aquest sepulcre està situat sota un baldaquí gòtic flamíger el mateix estil que predomina en tot el conjunt arquitectònic de l'església i la seva decoració.

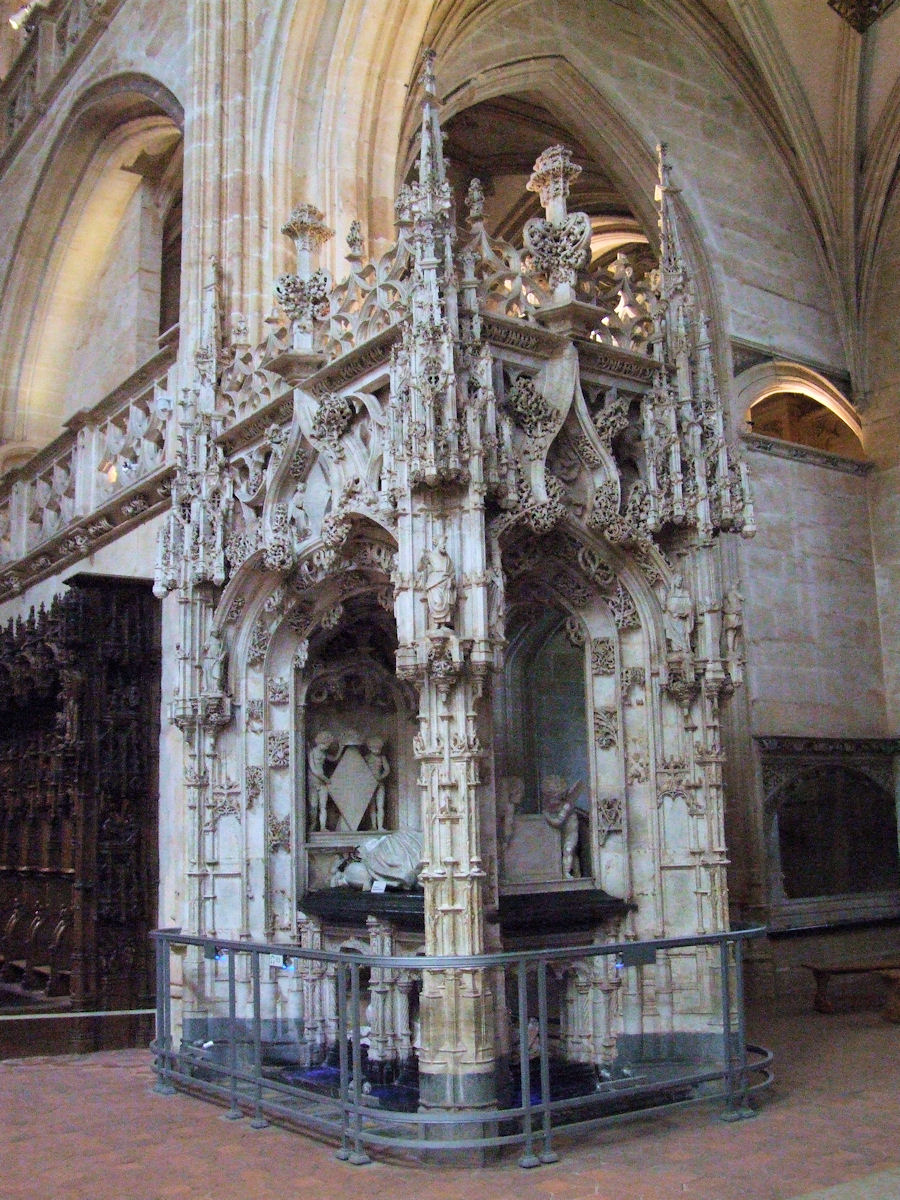
Tomba de Margarida d'Àustria
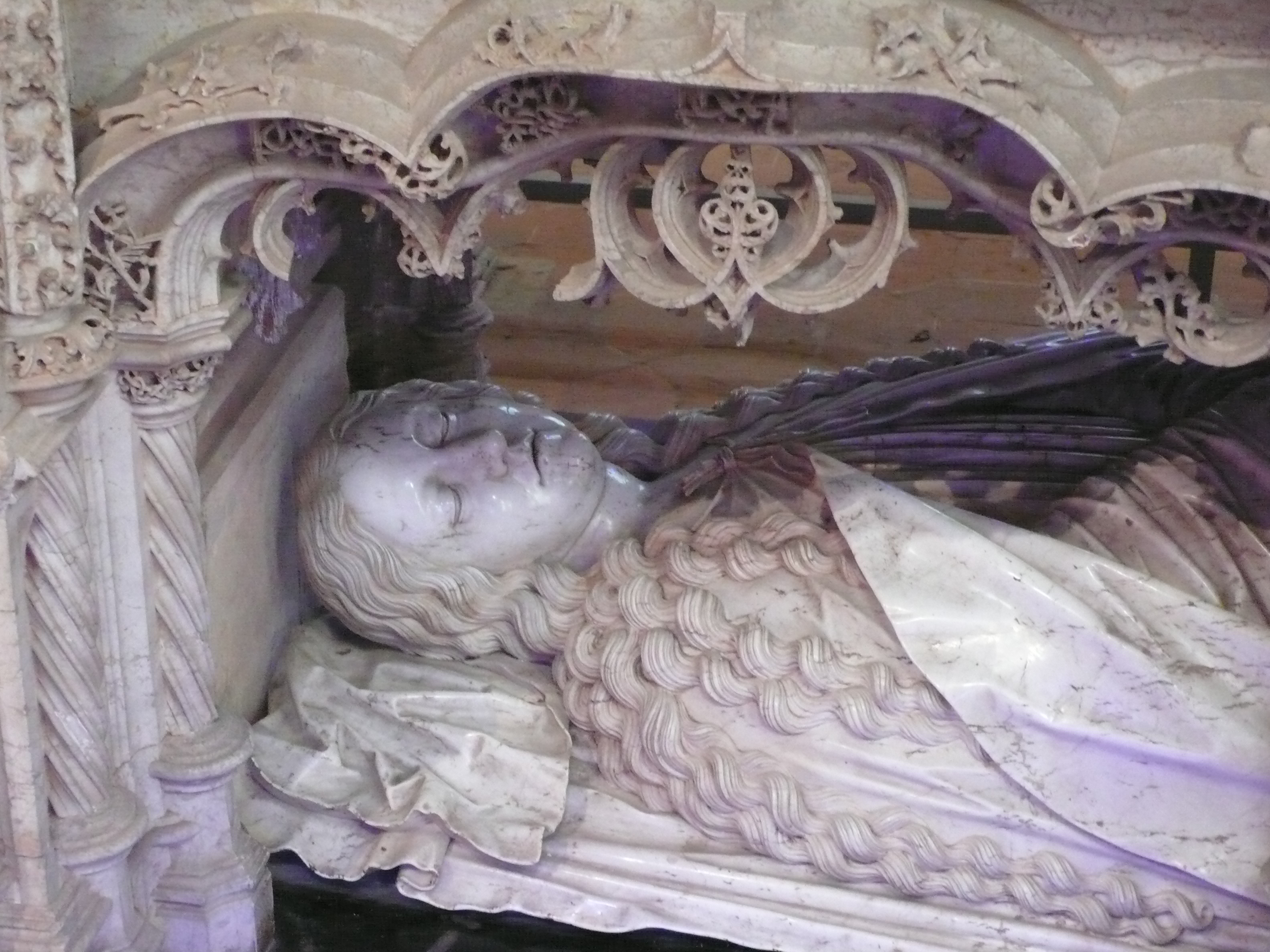
Jacent de Margarida d'Àustria
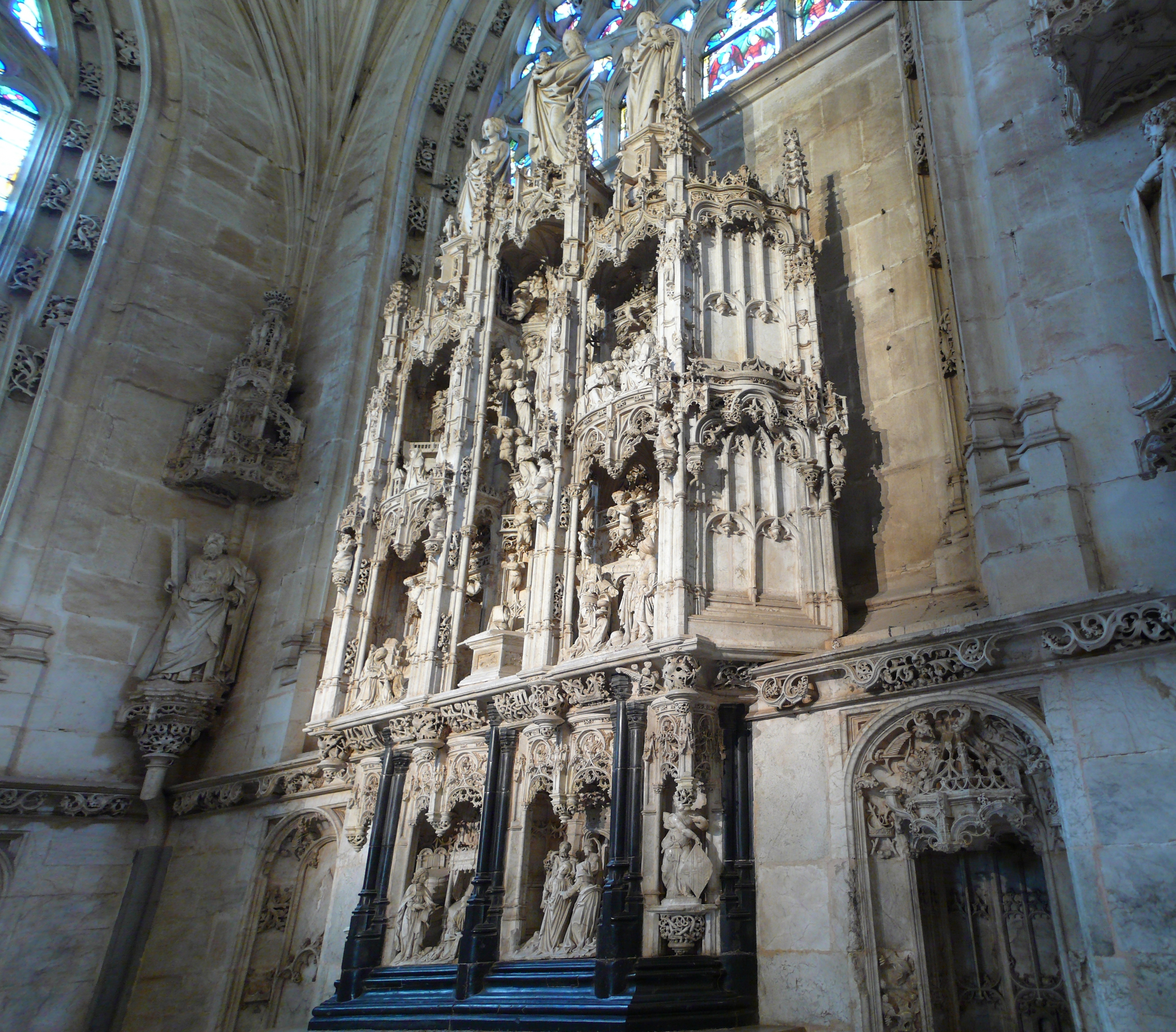
Retaule dels Goigs de la Mare de Déu
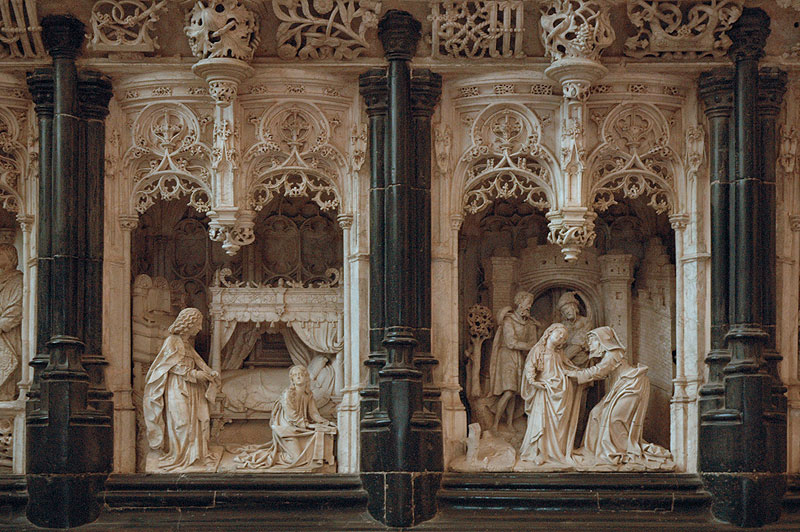
Anunciació i Visitació

Retaule dels Goigs de la Mare de Déu
Dins una arquitectura de marbre blanc, típica del segle xvi es representen set goigs de la Mare de Déu. Està dividit en tres carrers i una predel·la. El carrer central l'ocupa l'Assumpció, el de l'esquerre l'Aparició de Crist a la seva mare i l'Adoració dels pastors, el de la dreta la Pentecosta i l'Adoració dels Mags. A la predel·la l'Anunciació i la Visitació. Aquest retaule és obra del taller de Bourg-en-Bresse.
Vitralls
L'església té una important sèrie de vitralls, concentrats als finestrals de la capçalera, ni les naus ni la façana n'han tingut mai. Són obra d'un taller de Lió format per Jean Brachon, Antoine Noisin i Jean Orquois que van treballar amb dissenys fets aquí mateix i amb d'altres procedents de Flandes.

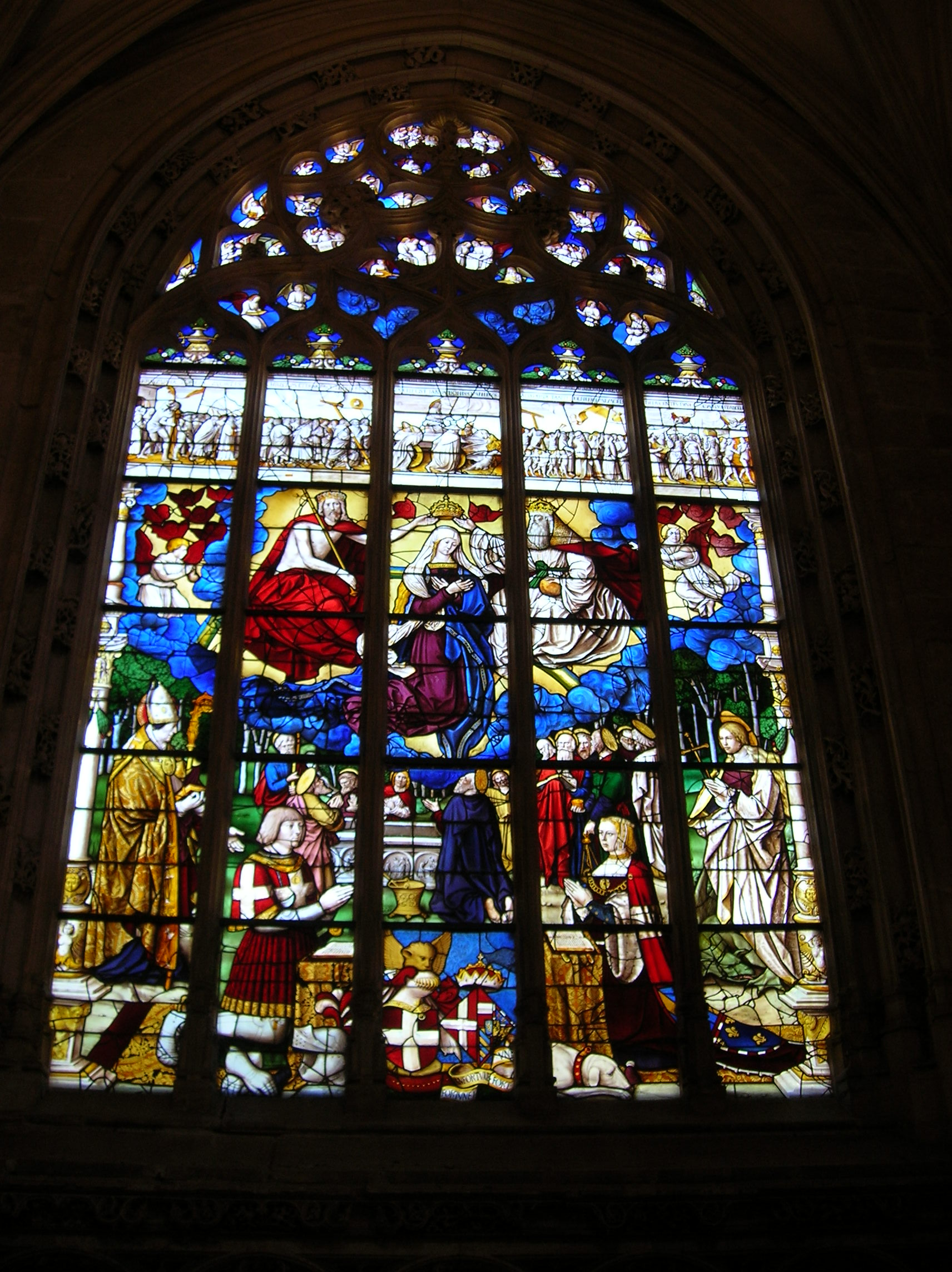
Vitrall amb l'Assumpció i Coronació de la Mare de Déu, amb Filibert II i Margarida
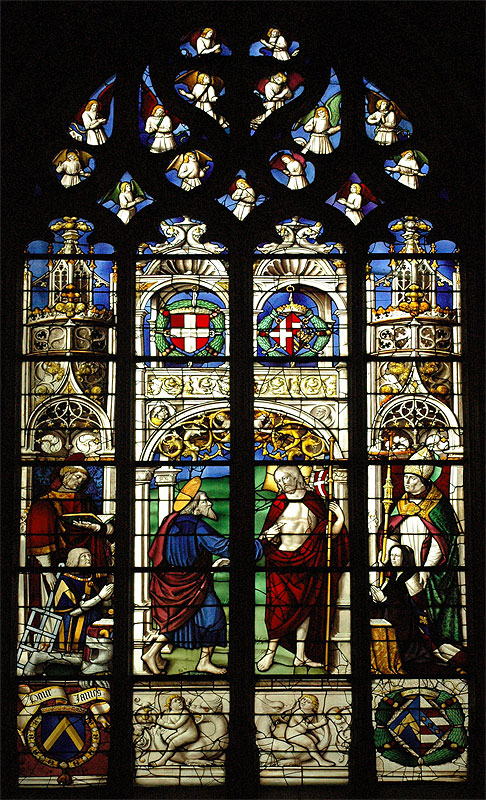
Vitrall amb la Incredulitat de sant Tomàs entre donants
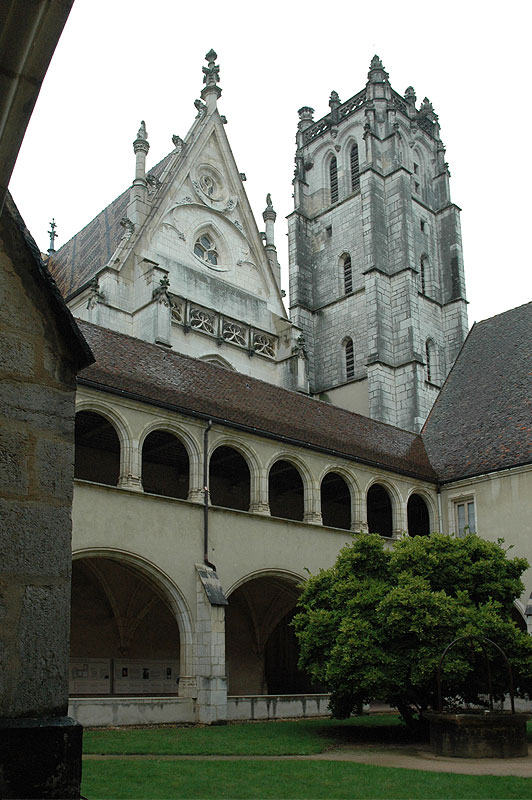
Primer claustre
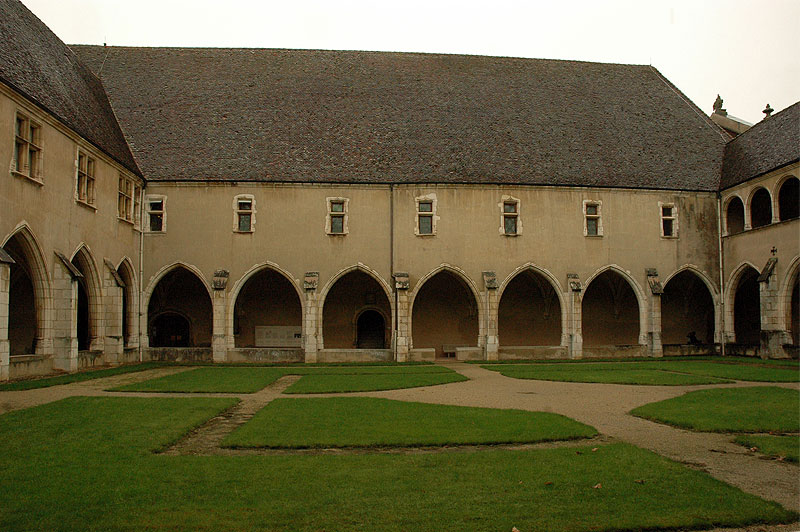
Segon claustre
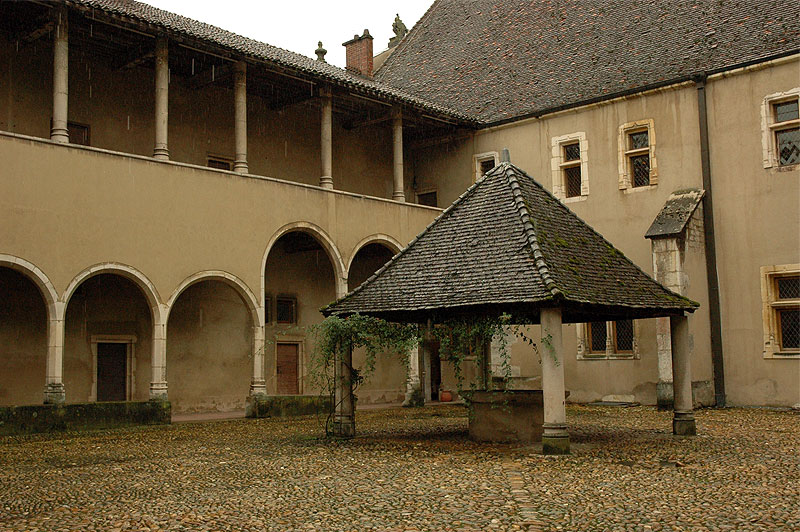
Tercer claustre

### Les dependències monàstiques. Museu
Els altres elements que conformen la resta de dependències del monestir, són d'arquitectura força senzilla i es desenvolupen al voltant de tres claustres. En algunes d'aquestes sales es troba el Museu, de propietat municipal i instal·lat en aquest lloc el 1922. Al refetor, a la planta baixa, es troba la col·lecció d'escultura i les pintures i altres elements estan situats al pis superior a les antigues cel·les dels monjos.